# Max Heymans
Max Heymans, geboren als Max Herman Heijmans, (Arnhem, 7 september 1918 – Amsterdam, 20 september 1997) was een Nederlands couturier. Hij wordt gerekend tot de grootsten onder de Nederlandse couturiers. De Max Heymans-ring is een oeuvreprijs die naar hem is vernoemd.

## Jeugd
Heymans werd geboren op 7 september 1918 als zoon van Maurits Heijmans en Jans Catharina Dormits. Hij groeide op in een joods milieu. Zijn vader was handelaar in zijde en andere stoffen. In het weekend liep Max als kleine jongen graag verkleed door het huis, onder andere in zijn moeders kleding. In die tijd maakte hij ook zijn eerste creaties met het verknippen van de kleding van zijn moeder. De Arnhemse modewinkels ontging zijn talent niet en toen hij pas 13 jaar was, 'werkte' hij al als etaleur bij drie modezaken. In 1933 kwam zijn vader te overlijden en verhuisde Max met zijn moeder naar Amsterdam. Hier ging hij aan het werk als hoedenmaker en verkocht eind jaren dertig zijn creaties via Maison de Bonneterie en Nieuw Engeland. Daarnaast werkte hij weer als etaleur, nu bij het joodse modemagazijn Hirsch & Cie. Hij opende toen ook zijn eerste salon aan het Muntplein.
Toen hij in 1940 getuige was van de arrestatie van twee joodse jongens door de SD, besloot hij onmiddellijk onder te duiken. Via zijn vriend kreeg hij materialen en verkocht hij zijn creaties. Zijn moeder overleefde de Holocaust niet; zij werd opgepakt en via Kamp Westerbork op transport gesteld naar Bergen-Belsen, waar zij vlak voor de bevrijding door de Britse troepen overleed.

Op enig moment verving hijzelf de 'ij' in zijn achternaam door een 'y'.

## Carrière
Op 30 augustus 1945 hield Heymans zijn eerste modeshow in het restaurant van het American Hotel aan het Leidseplein. Veel van de creaties die daar werden geshowd had Heymans gemaakt van de kleding van zijn moeder. In de jaren vijftig en zestig veroverde Heymans Nederland met zijn 'à la Chanel'-creaties maar financieel redde hij het niet; de kosten van zijn extravagante privéleven waren hoger dan zijn inkomsten. Nadat hij meermaals door rijke vrienden financieel was ondersteund, opende hij in 1960 zijn salon in Hirsch & Cie. Deze samenwerking was succesvol maar werd al na twee jaar beëindigd. Vervolgens kocht hij een pand aan de Nicolaas Witsenstraat dat diende als atelier en woonhuis. Hij werd beroemd en ontving in 1985 de Emmy van Leersumprijs; op 19 september 1988 werd hij benoemd tot Ridder in de Orde van Oranje-Nassau.

## Laatste jaren
Ondanks zijn slechte gezondheid en zijn hoge leeftijd bleef Heymans ontwerpen en modeshows organiseren, onder andere in het restaurant Le Garage van Joop Braakhekke. Braakhekke zorgde ervoor dat Heymans in zijn laatste jaren goed werd verzorgd en dagelijks te eten kreeg.
Heymans stierf aan de rookvergiftiging die hij in augustus 1997 bij een brand in zijn woning opliep.

## Autobiografie
In 1966 publiceerde hij "KNAL", een boek over mode, travestie en vooral over zichzelf. In het boek staan eigen tekeningen en veel foto's, veel van zichzelf verkleed als vrouw. Verder met Hetty Blok, Conny Stuart, Mary Dresselhuys, Caro van Eyck, Charlotte Köhler, Ida Wasserman, Josephine van Gasteren en anderen in zijn creaties.

## Max Heymans-archief
Het Gemeentemuseum Den Haag is sinds 2003 in het bezit van een omvangrijk Max Heymans-archief over de periode 1936-2000, met 715 tekeningen, 1062 foto's, programmaboekjes, ridderorde-oorkonde (19-09-1988) en meer dan 30 ordners met overige documentatie. Dit archief laat zien onder welke omstandigheden de haute couture van Max Heymans in zijn glorietijd en in moeilijke dagen, waarin hem de middelen tekortschoten, tot stand kwam. Het archief levert een bijdrage aan de geschiedenis van de Nederlandse haute couture van de 20e eeuw. Daarnaast zijn in de kostuumcollectie talloze creaties van Heymans opgenomen.

## Trivia
Een uitspraak van Heymans was: "Als alle vrouwen die een broek dragen zichzelf van achteren konden zien, zou de helft minder broeken verkocht worden".
Een andere uitspraak die Heymans vaak deed was: "Iedereen leeft van kopiëren en imiteren. Daarom is altijd alles precies zo, maar héél anders." Dit was tevens het werkmotto van zijn moeder: Jans Catharina Dormits. Voor Max was zijn moeder de meest geliefde persoon in zijn leven. Hij haalde haar vaak aan in gesprekken.
- Biografisch Portaal: 54074097
- Gemeinsame Normdatei: 1081902361
- International Standard Name Identifier: 0000 0003 8733 2253
- Library of Congress Control Number: no2016037476
- Nederlandse Thesaurus van Auteursnamen: 069884080
- RKD-Nederlands Instituut voor Kunstgeschiedenis: 116265
- Virtual International Authority File: 94066036
- WorldCat: E39PBJckRx6DyJgxTCKGcGYtrq